# Enceinte de Vienne

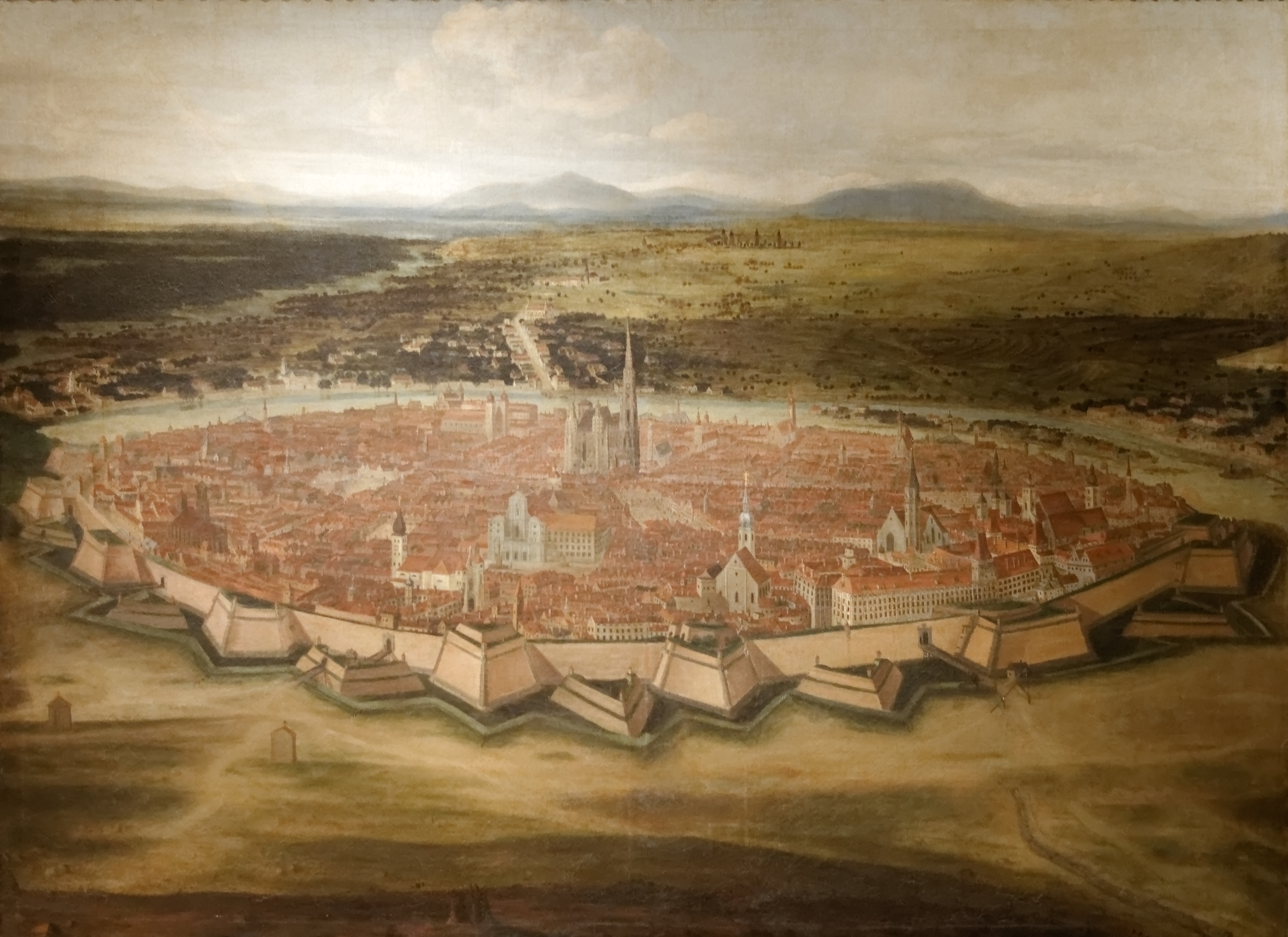
La ville de Vienne entourée de son enceinte, vue depuis Josefstadt (1690)

L'enceinte de Vienne est un ensemble de fortifications protégeant la ville à partir de l'époque romaine (Vindobona). Elle est remaniée et agrandie au fil des siècles avant d'être démantelée de 1861 à 1864. L'enceinte protégeait le centre-ville de Vienne, ainsi que les faubourgs ; elle eut à subir différent sièges dont notamment ceux conduits par les Turcs, en 1529 et en 1683.

## Historique

### Le camp romain de Vindobona
Au temps des Romains, il convient plutôt de parler de l'enceinte d'un camp que de l'enceinte d'une véritable ville. Dans une première phase, l'enceinte s'étend sur des parties du Ier arrondissement actuel du canal du Danube jusqu'au Hoher Markt ainsi que du Tiefer Graben à la Rotenturmstrasse actuelle. Dans une phase ultérieure, l'enceinte est étendue jusqu'à la Naglergasse. Des murs séparent alors la partie est du camp, qui est habitée, de la partie ouest déserte. Un tel mur de séparation est érigé le long de la Marc-Aurel-Strasse actuelle. Devant ce mur, les Romains construisent un fossé, qui n'est plus visible de nos jours, mais qui en a gardé le nom : il s'agit de la promenade célèbre du Graben.
Les briques et pierres nécessaires sont apportées à partir de carrières d'argile et de pierre des alentours. Des carrières d'argile se situent probablement dans le XVIIe arrondissement, près du Schottentor et à Gumpendorf. Les pierres sont importés de Sievering et du Leithagebirge. Cependant, la provenance exacte des matériaux de construction n'est documentée qu'à partir du Bas Moyen Âge.

### L'enceinte jusqu'auXIIesiècle
Les Babenbergs gardent l'ancienne enceinte romaine et la transforment en enceinte médiévale. Pour ces travaux, des pierres déjà sur place des vestiges sont utilisées. Les Babenbergs font également importer de nouvelles pierres de Heiligenkreuz, Wildegg et le long du Danube de Greifenstein, Kahlenbergerdorf et du Leithagebirge. Par l'intermédiaire de l'Inn et du Danube, on importe également du marbre en provenance du Tyrol. Tellement de pierres subsistent de la période romaine qu'elles sont utilisées en partie pour la construction de la cathédrale Saint-Étienne.

### DuXIIIesiècleau premier siège de Vienne

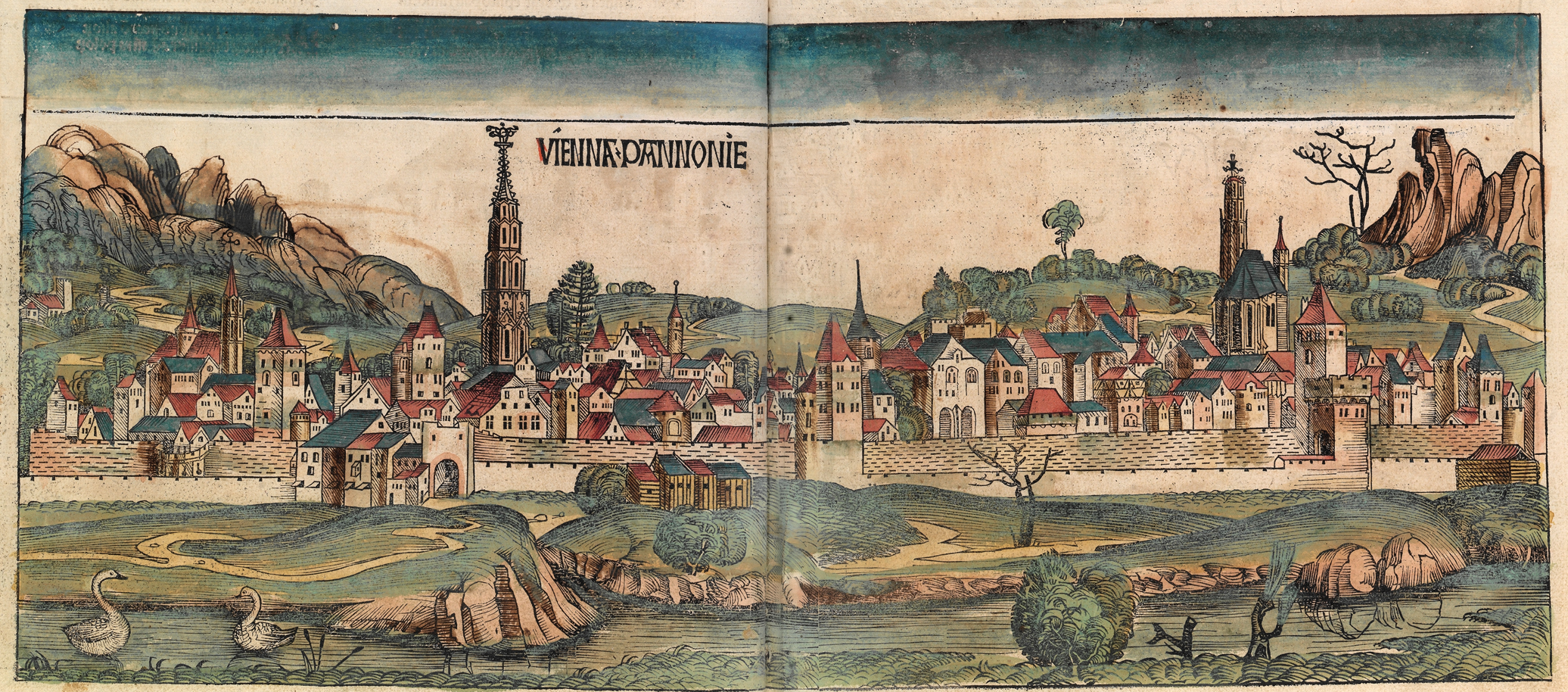
Vienne en 1493, illustration dans la Schedelsche Weltchronik (Chroniques de Nuremberg).

Grâce à la rançon reçue pour Richard Cœur de Lion en 1192, Léopold V fait aménager le Graben de la Cathédrale Saint-Étienne jusqu'à la Freyung et fait ériger une enceinte qui perdurera jusqu'au XIXe siècle. Dans les siècles à venir il n'y a pas de travaux majeurs à l'enceinte de Vienne. Les Viennois ne se sentent pas menacés et par conséquent ne voient pas l'intérêt de moderniser les murs.

### Premier siège de Vienne par les Turcs
La situation change de manière dramatique en 1529 quand les Turcs se trouvent aux portes de Vienne. Les Turcs sous Soliman attaquent la Porte de Carinthie. Heureusement pour les Viennois, ils se voient incapables d'utiliser des canons lourds qu'ils ne pouvaient transporter - un été humide rendait les voies inaccessibles. L'enceinte médiévale n'aurait pas posée un obstacle pour de tels canons. En conséquence, les Turcs essaient alors de faire exploser les murs par des mines. Grâce à des tonneaux remplis d'eau ou de petits pois, les Viennois sont au courant des endroits où les Turcs essaient de creuser des tunnels pour déposer leurs mines et ainsi prendre les mesures nécessaires. Au bout d'un siège d'un mois, les Turcs arrivent à créer une brèche, la-dite « brèche de Soliman » de 30 mètres. Cependant, les Turcs ne sortent pas victorieux, le mur tombe du côté extérieur ce qui donne assez de temps aux Viennois pour construire une palissade et ainsi éviter l'entrée des Turcs dans la ville.

### Entre deux sièges

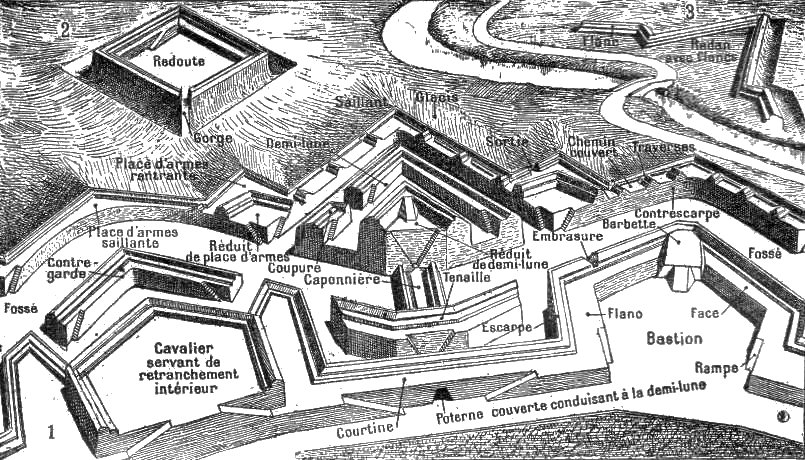
Fortification « à l'italienne ».

Après le siège de 1529, la forteresse est remaniée selon le modèle italien d'une enceinte moderne. En 1548 on fait venir des architectes lombards, surtout des régions de Côme et Lugano. L'un des architectes les plus célèbres ayant travaillé à l'enceinte viennoise est Domenico dell'Allio. Les murs sont réduits en hauteur, les tours médiévales sont transformées en dix bastions et un fossé à contrescarpe est créé. La partie de l'enceinte allant jusqu'au canal du Danube n'est construite qu'au XVIIe siècle.
À Vienne, les bastions sont communément appelées Bastei, un terme utilisé dans tous les esquisses et plans, entre autres dans ceux de l'architecte autrichien Daniel Suttinger (il s'agit d'un austriacisme).
Le fossé est rempli d'eau, au nord-est par l'Alserbach et au sud par la Vienne. Au nord-ouest et à l'ouest, entre l'Augustinerbastei et la Schottenbastei, le fossé reste sec.
Après la guerre de Trente Ans, les Viennois rajoutent des ravelins (Schanzl en viennois) entre les bastions. Derrière les bastions, on rajoute des cavaliers. La contrescarpe en zigzag a une profondeur de six mètres. Sur la contrescarpe se trouve un chemin couvert séparé du glacis par des palissades.
Les travaux s'achèvent en 1672.

### Second siège de Vienne par les Turcs
Dix ans plus tard, les Turcs se trouvent à nouveau aux portes de Vienne en 1683. En 1682, les négociations entre Léopold Ier et l'Empire ottoman avaient été un échec et Léopold avait engagé l'ingénieur Georg Rimpler (en) de Leisnig en Saxe, réputé pour ses travaux lors du siège de Candie en Crète (1669). Pour une somme de 2 000 florins, il devient lieutenant-colonel. Sous le commandant de la ville, le comte Ernst Rüdiger de Starhemberg, Rimpler renforce l'enceinte, la contrescarpe et le chemin couvert, fait ériger des caponnières et des fausses braies, et sépare les parties de la forteresses d'une manière telle qu'une attaque ne pourra pas immédiatement faire tomber tout l'appareil défensif. Rimpler a alors raison de soupçonner une attaque primaire des Turcs entre les Löwelbastei et Burgbastei.

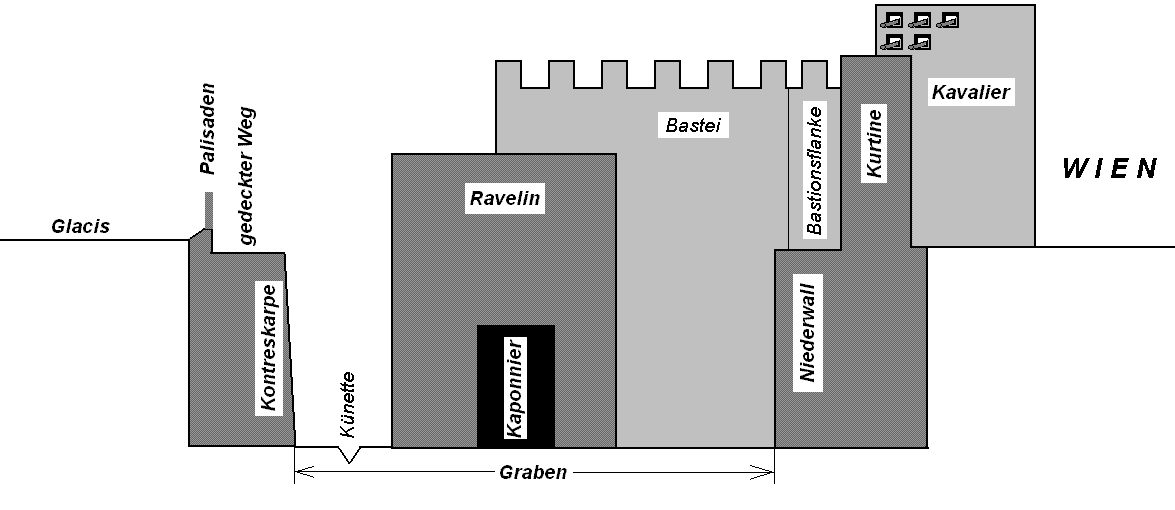
Les fortifications de Vienne.

La Burgbastei (aile gauche des défenseurs, aile droite des attaquants) est alors un carré doté de neuf canons. Derrière la Burgbastei se trouve un cavalier, appelé Spanierbastei, une batterie surélevée. La Löwelbastei (aile droite des défenseurs, aile gauche des attaquants) est plus petite que la Burgbastei et son cavalier occupe également une place importante. Le mur entre les bastions, d'une longueur de 200 mètres, est trop long pour utiliser la mitraille d'une manière efficace. Le ravelin est construit trop proche du fossé, ce qui limite l'utilisation de l'artillerie dans les fossés.
Au cours de la guerre de sape qui s'engage, les Ottomans ont l'avantage grâce à leurs 5 000 ouvriers. Ils disposent de plus de matériel et d'hommes et ont plus d'expérience dans cette tactique de siège. Du côté autrichien, Georg Rimpler (en) utilise des mineurs du Tyrol, des Pays-Bas et de Lorraine, et même des femmes. Rimpler pense cependant que les femmes ne servent qu'à distraire les hommes de leur travail et ne les apprécie pas beaucoup.

### Après le second siège de Vienne

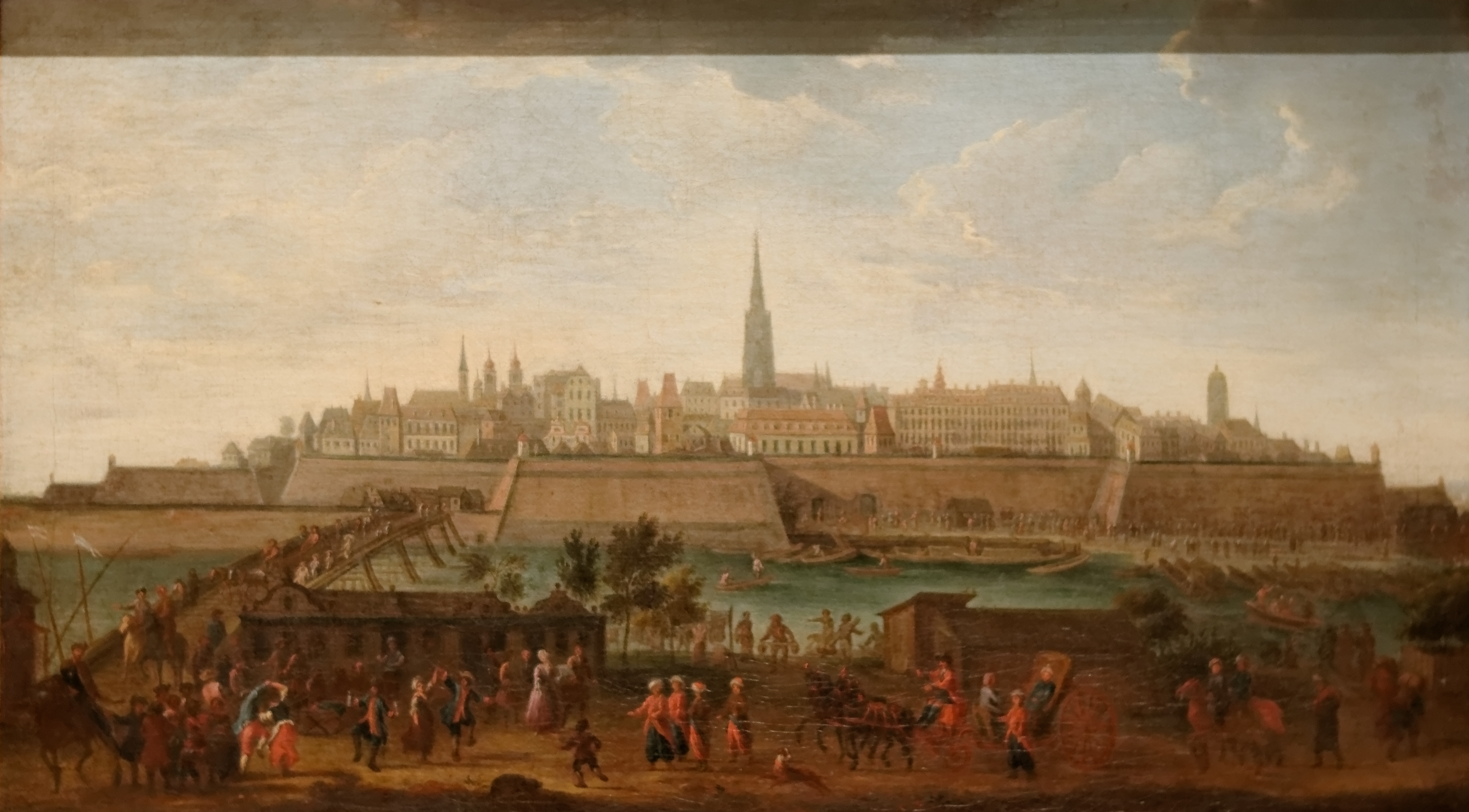
Vue depuis Leopoldstadt en direction Rotenturmtor et du Schlagbrücke (pont en bois)., c 1740

Le ravelin et les bastions détruits sont reconstruits, le fossé et la contrescarpe remaniés. Les autres ravelins autour de la ville sont achevés faisant de l'enceinte viennoise un cercle de bastions et ravelins. Ce n'est que du côté du canal du Danube que l'on ne construit aucun ravelin.
Au début du XVIIIe siècle à l'époque de la révolte de François II Rákóczi, le prince Eugène fait ériger le Linienwall (en) qui renforce l'enceinte viennoise. Le Linienwall se situait à l'endroit du Gürtel actuel et n'eut qu'une importance militaire réduite lors de deux épisodes en 1704 et lors de la révolution de 1848. Son importance est surtout d'ordre économique, le Linienwall faisant alors figure d'enceinte d'octroi.

### Transformation en espace d'agrément
Sur l'ordre de l'empereur Joseph II, le glacis qui perd son rôle militaire en 1770 est transformé. On y rajoute une chaussée et d'autres rues vers les portes de la ville et des plantes sont ajoutées entre les rues. En 1781, l'empereur fait aménager des allées et déjà en 1776 le glacis avait reçu un éclairage pour des raisons de sécurité. Selon Elisabeth Lichtenberger, une véritable vague d'ornementation a lieu lorsque la ville s'agrandit jusqu'au Volksgarten. L'ancienne enceinte devient un "espace détente" pittoresque omniprésent dans les témoignages des contemporains. Ainsi, lors de sa visite en juillet 1811, Joseph von Eichendorff la « vue magnifique sur la cathédrale Saint-Étienne et les palais des faubourgs » depuis le glacis. Frances Trollope, dans son œuvre Vienna and the Austrians de 1838 cite la « promenade la plus magnifique du monde entier. » Le Wasserglacis (de) à l'endroit du Stadtpark actuel est particulièrement populaire, en revanche les quartiers autour de lElendsbastei ont une mauvaise réputation à cause de la criminalité et de la prostitution qui y sont fréquentes.

### Démantèlement et création du Ring
Au début du XIXe siècle, Napoléon occupe la ville de Vienne en 1805 et 1809. Puisque l'enceinte avait perdu sa vocation militaire, Vienne se rend sans combat en 1805. En 1809, un bombardement efficace permet aux Français de s'emparer à nouveau de la ville. Le début du démantèlement commence avec la démolition de la partie de l'enceinte entre le Löwelbastei et l'Augustinerbastei. Dans une première phase cependant, les Viennois érigent de nouveaux murs en courtine entre 1817 et 1821 et le Volksgarten est englobé par la nouvelle enceinte. Le Burgtor encore visible de nos jours est érigé à 50 m de l'ancienne Burgbastei et intégré à l'enceinte. En même temps, les ravelins disparaissent qui n'avaient plus de vocation militaire et n'occupaient que de la place.
En 1848 les étudiants et bourgeois révolutionnaires s'enferment en ville et les hommes militaires viennois réalisent que l'enceinte ne protège pas les élites, qu'au contraire, elle pose un danger. Ainsi on fait construire deux grandes casernes, l'actuelle Roßauer Kaserne et la caserne François-Joseph qui n'existe plus de nos jours à l'emplacement du Stubenring actuel. Des raisons économiques contribuent également au démantèlement : les terrains de l'ancien glacis sont proches au centre-ville est se vendent à des prix très élevés. Les portes sont également une contrainte au trafic. En 1857 on annonce le démantèlement de manière officielle qui commence en 1858 au Rotenturmtor. Déjà le 1er mai 1858, le Quai François-Joseph est ouvert au public. Les travaux sont poursuivis dans la partie sud-est de l'enceinte. Quelques bâtiments comme le palais Coburg et le palais de l'archiduc Albert avec sa collection (Albertina) survivent aux destructions. La dernière partie de l'enceinte entre la Schottentor et l'Augustinerbastei est détruite entre 1861 et 1863. Le 1er mai 1868 le grand boulevard circulaire, le Ring, est ouvert, bien que les grands bâtiments présents aujourd'hui n'y figurent pas encore. Une fois le démantèlement achevé, la Mölker Bastei en face de l'université de Vienne est le seul souvenir qui reste de l'ancienne enceinte.

## Spécificités techniques: le matériel

### Carrières
Du Leithagebirge proviennent du calcaire et du grès calcaire de plusieurs carrières. Mentionnés dans les sources sont Mannersdorf, Kaisersteinbruch (depuis le milieu du XVIe siècle), Breitenbrunn et Au. Weidlingau est mentionné dès le XVe siècle et gagne en importance au XVIIIe siècle. De Hütteldorf provient le pavé. La majorité des pierres pendant la menace turque au XVIe siècle et XVIIe siècle sont amenés depuis Dornbach. La carrière de Sievering est attesté depuis le XIVe siècle mais existait probablement déjà à l'époque romaine. La ville de Vienne achète cette carrière au XVe siècle et l'agrandit considérablement. D'ici proviennent surtout les pierres destinées à la construction des rues. La carrière de Grinzing est mentionnée en 1417 lors de la construction d'une chapelle.

### Transport
L'emplacement de la ville de Vienne près du Danube est très favorable au transport des pierres. On utilise le Danube à tous les endroits possibles. Le coût du transport des pierres en provenance de Mannersdorf est trois fois plus élevé que les pierres elles-mêmes.

## Portes et bastions

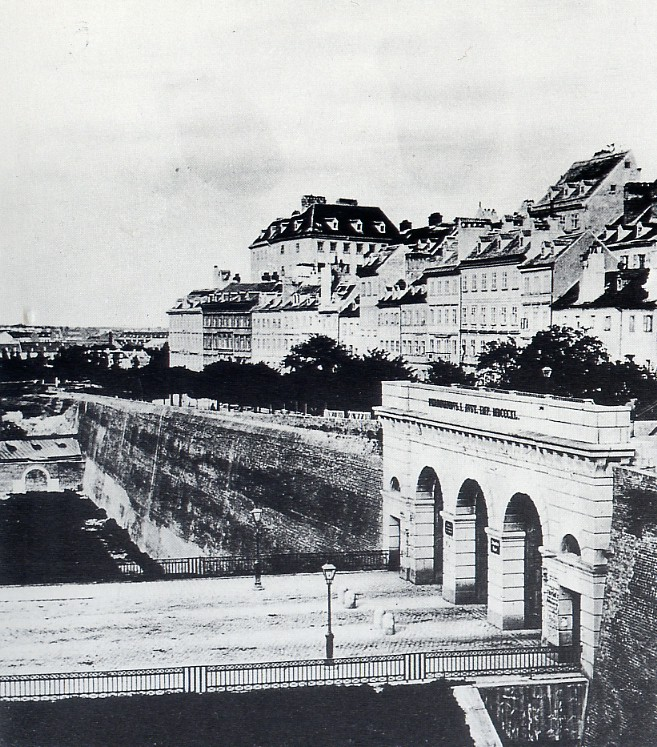
Le Schottentor en 1860.

Selon un dessin de Carl Wenzel Zajicek (d'après Emil Hütter), l'enceinte de Vienne comprenait les bastions et portes suivantes avant le démantèlement (sens direct en commençant au sud au bord du canal du Danube) :
- Biberbastei (Bastion des castors)
- Rotenturmtor (Porte de la Tour rouge)
- Rotenturmtorbastei (Bastion de la Tour rouge)
- Gonzagabastei (Bastion de Gonzague)
- Fischertor (Porte des pêcheurs)
- Neutor (Porte neuve)
- Elendbastei (Bastion des misères)
- Schottenbastei (Bastion des Écossais)
- Schottentor (Porte des Écossais)
- Mölker Bastei (Bastion de Melk)
- Franzenstor (Porte des François)
- Löwelbastei (Bastion des Lions)
- Burgtor (Porte du château)
- Augustinerbastei (Bastion des Augustins)
- Neues Kärntner Tor (Porte neuve de Carinthie)
- Kärntnertor-Bastei (Bastion de Carinthie)
- Altes Kärntner Tor (Ancienne porte de Carinthie)
- Wasserkunstbastei (Bastion des jeux d'eau)
- Karolinentor (Porte Caroline)
- Stubentor (Porte des Hongrois)
- Franz Josefs-Tor (Porte de François Joseph)

## Bâtiments célèbres
Ce n'est qu'à la fin de l'époque des bastions que des grandes constructions sont entreprises autour de l'enceinte de Vienne. Le Palais Lubomirski date de 1812, le Palais Coburg est construit dans les années 1843-1847.

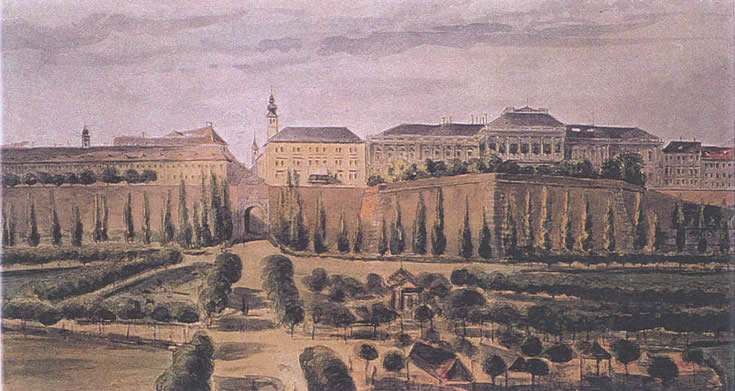
Le palais Coburg au XIXe siècle.

Le Palais Erzherzog Albrecht, la première demeure aristocratique érigée près des bastions, sert de modèle. La grande caserne François-Joseph, construite dans les années 1849-1857 et détruite en 1900 et la porte François-Joseph (1850-1854) datent de la période avant le démantèlement de l'enceinte. Un cas intéressant est la maison « Zum Goldenen Kegel ». Avec sept étages, le bâtiment fut de facto le premier gratte-ciel de Vienne. Cependant, il se situait près de l'Elendsbastei dans un quartier peu attirant autour du Schottensteig ce qui a probablement contribué à ce que l'on a tendance à oublier la maison complètement.

## Sources
- (de) Cet article est partiellement ou en totalité issu de l’article de Wikipédia en allemand intitulé « Wiener Stadtmauer » (voir la liste des auteurs).
- (de) Walter Hummelberger, Kurt Peball, Die Befestigungen Wiens, éd. Paul Zsolnay, Vienne et Hambourg, 1974.